# Gaidaha Bhelpur
Gaidaha Bhelpur – gaun wikas samiti w środkowej części Nepalu w strefie Dźanakpur w dystrykcie Mahottari. Według nepalskiego spisu powszechnego z 2001 roku liczył on 932 gospodarstw domowych i 5217 mieszkańców (2464 kobiet i 2753 mężczyzn).